# Mongrel (groupe)
Pour les articles homonymes, voir Mongrel.
Mongrel est un supergroupe britannique aux tendances hip-hop, originaire d'Angleterre. Formé en 2008, le projet regroupe des artistes d'horizons divers : autour de Lowkey, rappeur notamment associé au groupe de hip-hop Poisonous Poets, on retrouve des artistes confirmés du rock indépendant tels que Jon McClure et Joe Molskow, respectivement leader/chanteur et clavier du groupe Reverend and the Makers, Matt Helders et Andy Nicholson, batteur et ex-bassiste des Arctic Monkeys, et Drew McConnell, bassiste des Babyshambles.

## Biographie
Le premier album du groupe, Better than Heavy, est produit par Jagz Kooner et sort en mars 2009. Les chansons sont plutôt politiquement engagées, remettant en cause le gouvernement. Le but du groupe est de réunir des gens d'origines différentes et de faire passer un message, pas de produire à tout prix des disques. Aussi, leur album est distribué gratuitement avec l'édition du 7 mars 2009 du journal national The Independent. Il s'agit de la première fois qu'une telle démarche était effectuée de la part d'un groupe britannique.
Les membres du groupe sont très engagés dans ce projet, finançant de leur poche la production de l'album. C'est particulièrement le cas pour Jon McClure qui traversait alors une période de désillusion. Ayant annoncé son désir de quitter Reverend and the Makers, il change d'avis un mois plus tard. Ce nouveau projet est pour lui l'occasion de faire des choses différentes avec un autre groupe. Il cite souvent Public Enemy comme référence, ce qui explique l'orientation hip-hop de Mongrel, notamment avec la présence de Lowkey, et l'engagement politique des chansons.
Un deuxième album est déjà prévu. McClure souhaite que l'enregistrement se fasse au Venezuela, parlant d'un travail en collaboration avec le président Hugo Chávez.